# Djoko Rosic
Đoko Rosić, (in serbo, Ђоко Росић) (Krupanj, 28 febbraio 1932 – Sofia, 21 febbraio 2014), è stato un attore serbo.

## Biografia
Nato in Jugoslavia, a Krupanj (nell'attuale Serbia), il 28 febbraio 1932, da padre serbo e da madre bulgara.
Era sposato a Lilyana Lazarova. Dal loro matrimonio, celebrato il 21 febbraio 1965, erano nati due figli.
Rosić è morto in Bulgaria, a Sofia, il 21 febbraio 2014, pochi giorni prima del suo ottantaduesimo compleanno, in seguito ad un'operazione per un tumore al cervello.

## Filmografia
- Hronika na chuvstvata, regia di Lyubomir Sharlandzhiev (1962)
- Rosszemberek, regia di György Szomjas (1979)
- Allegro barbaro, regia di Miklós Jancsó (1979)